# Tvillingsystrar
Tvillingsystrar är en nederländsk film från 2002 i regi av Ben Sombogaart

## Handling
Tvillingsystrarna Anna och Lotta skiljs åt vid sex års ålder år 1925 när deras pappa dör och de växer upp på olika håll. Anna gifter sig med en SS-soldat medan hennes syster gifter sig med en judisk musiker. De möts åter efter andra världskriget men sedan dröjer det 50 år innan de vill träffas igen.

## Om filmen
Filmen var nominerad till Bästa utländska film vid Oscarsgalan 2004.

## Rollista
| Thekla Reuten        | – Lotte                  |
| Nadja Uhl            | – Anna                   |
| Ellen Vogel          | – Lotte som vuxen        |
| Gudrun Okras         | – Anna som vuxen         |
| Julia Koopmans       | – Lotte som barn         |
| Sina Richardt        | – Anna som barn          |
| Betty Schuurman      | – Moeder Rockanje        |
| Jaap Spijkers        | – Vader Rockanje         |
| Roman Knizka         | – Martin                 |
| Margarita Broich     | – Martha                 |
| Ingo Naujoks         | – Uncle Heinrich Bamberg |
| Barbara Auer         | – Charlotte              |
| Jeroen Spitzenberger | – David                  |
| Hans Somers          | – Bram                   |
| Hans Trentelman      | – Meneer De Vries        |